# Federación Sindicalista Libertaria
En la Confederación Nacional del Trabajo había distintas formas de entender el momento histórico que se estaba desarrollando en 1930. Una de estas visiones favorecida por Ángel Pestaña, entre otros, defendía la necesidad de consolidar una república burguesa en la que poder realizar una actividad sindical de forma legal. Entendían que España era un país atrasado con características feudales y con fuertes relaciones caciquiles. De manera que propugnaban por un período de transición (sin nombrarlo así) en el cual el país tendría una forma de República Socialista Federal, en donde los sindicatos tendrían un fuerte peso en la economía y en la vida política.

## Inicios del treintismo
Durante los primeros meses de la Segunda República Española los militantes que defendían este tipo de tesis (con diferencias tácticas entre sí: Juan López, Joan Peiró y el propio Pestaña) controlaban los comités superiores de la CNT, y poco a poco se fue conformando un cuestionamiento a sus posturas por parte de los militantes anarquistas más radicalizados. En el verano de 1931 tiene lugar una intensa oleada de huelgas en toda España que supera con creces las expectativas de todo el movimiento. Por tanto los sectores partidarios de una revolución inmediata acusaron a los comités superiores de pasividad, de reformismo, de burócratas y de no hacer lo suficiente para aprovechar la situación del país para iniciar un proceso revolucionario.  
El 30 de agosto de 1931 un grupo de 30 militantes conocidos de CNT lanza el conocido Manifiesto de los Treinta. Se trataba de un documento bastante duro contra sus críticos en el que los acusa de demagogia y de apostar por una revolución sin prepararla adecuadamente. A pesar de ello defienden una revolución, pero aseguran que a ella se llega mediante un proceso y no es producto de voluntarismo individual. 
Sin embargo, la oleada de huelgas arreció durante el otoño. Además coincidió con la apertura de nuevos conflictos sociales como algunas huelgas de alquileres o huelgas campesinas. El caso es que para agosto de 1931 CNT había atraído a cientos de miles de trabajadores. Solamente Cataluña ya contaba con 307.449 afiliados. Por todo ello a finales de año los comités superiores y el diario Solidaridad Obrera cambiaron de manos y fueron progresivamente ocupados por distintos miembros de la Federación Anarquista Ibérica (FAI). En esta época el sector treintista responderá creando un órgano de prensa, Cultura Libertaria, que será su portavoz.

## Los Sindicatos de Oposición
A inicios de 1932 se produce la conocida Insurrección anarquista del Alto Llobregat. Se trata de una huelga general de carácter revolucionario (e improvisada, ya que estallaría debido a unos despidos) en la que los obreros y mineros ocupan la cuenca minera de los ríos Llobregat y Cardener. Además diversos pueblos proclaman el comunismo libertario. La huelga es derrotada fácilmente por el ejército y cientos de trabajadores son detenidos. Las autoridades deportarán a las colonias del África española a un centenar de militantes de esta zona e insurrectos de otros lugares (Barcelona, Valencia, Cádiz...). 
Pero la gestión de este grave suceso produce una ruptura interna. Para canalizar la ayuda a los represaliados el Comité Regional de CNT pide que los sindicatos aporten una cuota extraordinaria. Sin embargo habrá sindicatos que no están de acuerdo con este tipo de intentonas revolucionarias (a pesar de que su inicio fue a través de una situación bastante espontánea). En el Pleno Regional de marzo de 1932 los sindicatos de la Federación Local de Sabadell se niegan a pagar esta cuota. Por lo tanto esta federación local será expulsada de CNT. A lo largo del verano de 1932 otros sindicatos de otras comarcas catalanas se solidarizan con estos sindicatos. Algunos son expulsados igualmente por no pagar la cuota pro-presos, otros se auto-excluyen.  
A todo esto estalla la Insurrección anarquista de enero de 1933 que está impulsada por el grupo anarquista Nosotros y por diversos grupos de la FAI. La revuelta está mal preparada y eventualmente supone un desastre. Se producen 32 muertos, entre los que destacan los producidos en los Sucesos de Casas Viejas, que provocarán una crisis en el gobierno. De todas formas los sectores revolucionarios que han impulsado esta insurrección lo presentan como una práctica que llamarán gimnasia revolucionaria. 
Esta será la gota que colma el vaso y a finales del mes de enero se celebra en Manresa un pleno de numerosos sindicatos que deciden crear un movimiento de oposición a la línea dominante en CNT-FAI. En junio celebran un congreso regional en Barcelona y contarán con la adscripción de unos 26.000 trabajadores. En ese congreso se forma una federación regional de Sindicatos de Oposición. Además recibirán nuevas adhesiones a lo largo del verano debido a que otros sindicatos más se niegan a cotizar la cuota pro-presos por no querer pagar las aventuras de los demás. Los Sindicatos de Oposición predominan en las comarcas del interior de Cataluña. En especial en Sabadell, Manresa, Valls, Mataró, Igualada, Vich, Gironella (el grupo anarquista Espartaco), Puigreig... y también arraigarán en Huelva y Valencia con presencia en Zaragoza, Madrid, Granada, Sevilla y muchos otros pueblos. Al semanario Cultura Libertaria, lo sustituiría a partir de febrero de 1933 el semanario Sindicalismo. Finalmente, después de la intentona revolucionaria del 8 de diciembre de 1933, los Sindicatos de Oposición de Cataluña hacen público un manifiesto donde rompen oficialmente con CNT.
Esta ruptura se suma al hecho que durante aquel año CNT pierde el predominio sindical en las provincias de Lérida, Tarragona y Gerona, que pasaría al BOC o a la UGT, dependiendo del lugar. A finales de 1933 la CNT quedaba recluida a Barcelona y el Bajo Llobregat con focos pequeños en muchos pueblos. Por tanto los treintistas presentan esta situación como la consecuencia de una pésima gestión de la FAI en los comités superiores de CNT. Habría que decir que en realidad la FAI por su tamaño era imposible que controlase un sindicato tan grande como CNT. Lo que ocurría era que - para contrariedad del treintismo y de los críticos comunistas y socialistas - en muchos sindicatos existía una influencia real del anarquismo entre la clase trabajadora. Estos militantes ni siquiera estaban afiliados o vinculados con la FAI, sino que actuaban por convencimiento propio. Se puede considerar como un error de análisis el menosprecio de la influencia real del anarquismo entre la clase obrera catalana, cosa que se pudo comprobar claramente en 1936.  
Por si fuera poca esta crisis interna de CNT, a finales de 1933 comenzó a perseguirse los sindicatos a nivel policial y parapolicial en la ciudad de Barcelona, a partir de la llegada de Miguel Badia y Josep Dencàs a los puestos clave en la seguridad de la Generalidad de Cataluña. Esto hizo que muchos sindicatos tuvieran serias dificultades para llevar a cabo una actividad pública de forma estable, debido a las continuas detenciones de militantes y clausura de locales. Y a la vez reforzaba la sensación de crisis en el seno del anarcosindicalismo.

## La Federación Sindicalista Libertaria
En definitiva, en 1934 los Sindicatos de Oposición conformaban un movimiento sindical autónomo con un tamaño considerable y con una implantación territorial importante en Cataluña. Los diversos grupos afines al treintismo llevaban creando desde 1932 "ateneos sindicalistas", que eran espacios en los que se reunían y desarrollaban sus actividades públicas. A partir de estos ateneos se conformarán las primeras "agrupaciones sindicalistas libertarias". Hacia comienzos de 1933 - coincidiendo con la creación de los Sindicatos de Oposición - el treintismo decide organizarse políticamente y formará la Federación Sindicalista Libertaria (FSL). Su primer secretario fue Ángel Pestaña y posteriormente fue sucedido en el cargo por Juan López Sánchez. En aquel año la FSL es una organización pequeña, contando únicamente con unos 600 militantes, en medio de un auge de las organizaciones revolucionarias en toda España.
La FSL celebrará su primer y único congreso a primeros de julio de 1934 en el Ateneo Sindicalista de Barcelona en el cual habría 20 agrupaciones representadas y otras 12 enviarían su adhesión. En aquel congreso se ratifican sus principios (todo el poder para los sindicatos durante el período de transición al socialismo) y sus tácticas (apoyo a la Alianza Obrera contra el fascismo). A pesar de ello existe una minoría que reconoce que el municipio también debería tener un peso en la nueva sociedad. De hecho la Agrupación de Zaragoza incluso llega a defender la participación en las elecciones municipales. Además se especifica que las unidades de nivel local serán las "agrupaciones sindicalistas libertarias", que deberán contar con secciones de cultura, organización, táctica y juventud. La FSL se dotaría de un consejo organizativo de seis personas encargadas de gestionar la Organización. En el informe del director del periódico Sindicalismo se cifra la tirada máxima en 6.400 ejemplares, que nos da una idea de la influencia de sus posturas.
Por tanto se trataba de un brazo político de los Sindicatos de Oposición. Y a pesar de esta evidencia, influidos por el apoliticismo habitual de los anarquistas, lo negaban rotundamente. Para ellos los sindicatos eran una cosa y la FSL otra distinta. De todas formas al tomar posesión Juan López en enero de 1934, ya que Pestaña dimitió de su cargo (para en un par de meses formar el Partido Sindicalista), el secretariado nacional lanza un manifiesto donde se reconoce la FSL como un partido proletario (un partido de cuadros militantes) que se prepara para la revolución social que ven como inevitable. Se recalca la necesidad de disciplina. 
Con esta organización, que formaba parte de la Alianza Obrera, participarán del La revuelta del 6 de octubre de 1934. Sin embargo, la derrota de esta revuelta desorganiza la FSL que no estaba preparada para una situación de clandestinidad. En 1935 ya existirá una corriente de opinión entre los Sindicatos de Oposición (en especial de Mataró con Juan Peiró a la cabeza) favorable a la reintegración en CNT. Este hecho se producirá durante el Congreso de Zaragoza de 1936 en el cual se reintegrarán 42.360 afiliados pertenecientes a los sindicatos opositores.
El 7 de abril de 1934 se produce la fundación del Partido Sindicalista por parte de un grupo de militantes al frente de los cuales se encontraba Ángel Pestaña, que hasta entonces había estado con la Agrupación Sindicalista Libertaria de Barcelona. La FSL de hecho se funda en parte por este hecho, debido a que no querían que los Sindicatos de Oposición fuesen capitalizados por Pestaña. Desde las páginas de Sindicalismo se harán muy duras críticas al Partido Sindicalista tachándolo de oportunista. La diferencia con las FSL (aparte de que el PS se presentó a las elecciones) era que el PS aceptaba la importancia de los municipios en la sociedad revolucionaria, que estarían al mismo nivel que los sindicatos, mientras que para la FSL los sindicatos eran el núcleo de la sociedad socialista en consonancia con la teoría sindicalista revolucionaria clásico.

## Final de las FSL
Sin embargo los sindicatos de Sabadell y Manresa se negarán a reingresar en CNT, quedando autónomos hasta la guerra civil. En agosto la Generalidad de Cataluña aprueba la afiliación obligatoria de todos los trabajadores a los sindicatos UGT y CNT, que serán los únicos reconocidos legalmente. Tanto los sindicatos de Sabadell como los de Manresa decidirán mayoritariamente entrar en UGT. Las disputas personales impidieron llegar a un entendimiento para acercarse a CNT. Aun así durante la guerra la influencia del estalinismo en la UGT catalana provocará que bastante gente que venía del treintismo se pase a CNT. En Manresa se reformulará el brazo político (lo que sobrevive de la FSL) en julio de 1936, llamándose Grupo Sindicalista Revolucionario. Este grupo tiene bastante influencia inicial en el Comité Revolucionario Antifascista de Manresa (los Sindicatos de Oposición eran el principal sindicato de la ciudad) e impulsará una pequeña unidad miliciana, la Primera Centuria de Manresa. Pero como era una unidad en la que también participaba gente de ERC, del POUM y del PSUC generalmente estas fuerzas se la atribuyen como propia. A esto ayuda el hecho de que la gente del Grupo Sindicalista estaba afiliada a UGT. En enero de 1937 se refunda el grupo, ahora bajo el nombre de Agrupación Sindicalista Revolucionaria. Sin embargo para entonces ya habían perdido todo su espacio político que había sido ocupado por el POUM y por la CNT. 
El resto de la FSL veremos que a partir de la Guerra Civil van entrando en los comités superiores y en los cargos municipales e institucionales del movimiento libertario. El treintismo se muestra favorable a la participación de la CNT en los órganos de gobierno, tanto ayuntamientos, como regiones o del Estado. De hecho Juan López y Joan Peiró serían ministros del gobierno de la República. 
Los diversos grupos de treintistas tendrán distintos rumbos durante el exilio. Algunos formaron parte del sector "colaboracionista", partidario de derrocar a Franco junto con el resto de fuerzas republicanas, otros formando diversos proyectos de partidos del movimiento libertario como el Partido Obrero del Trabajo, el Partido Libertario, el Partido Laborista, etc. que nunca llegaron a buen puerto.

## Valoración
El fracaso del treintismo se basa en dos factores. Por un lado la aparición del Partido Sindicalista, que con su participación electoral logrará rápidamente tener repercusión en la sociedad (poca a escala general, pero mucha a nivel del espacio político que definimos en esta entrada). Por el otro, la Alianza Obrera no será capitalizada por los Sindicatos de Oposición. En parte, porque los sindicatos de Asturias y Galicia, que en teoría tenían posiciones similares o compatibles con el treintismo nunca se unieron a éste por no romper la Confederación. Además en Andalucía, Madrid y Aragón los sindicatos opositores estaban en clarísima minoría respecto a los oficiales. Por tanto los sindicatos que más peso tenían eran los de Valencia y Cataluña. 
Entonces tiene lugar el movimiento revolucionario del 6 de Octubre, que en Cataluña tuvo unas características especiales. Esta revuelta generalmente fue capitalizada en este territorio por Esquerra Republicana de Cataluña, quedando la Alianza Obrera (una coalición amplia formada por los partidos obreros y los sindicatos, excepto la CNT) supeditada a las decisiones de Luis Companys. De la misma forma, en el seno de la Alianza Obrera, el partido comunista disidente, BOC, supo capitalizar mucho mejor el 6 de octubre que la FSL y los Sindicatos de Oposición, a pesar de que éstos eran numéricamente la fuerza más grande. 
Por tanto se puede ver que la FSL no había logrado tener una línea política que incidiera en la sociedad más allá de su propio espacio político. La falta de libertades políticas de 1935 jugó en contra del movimiento treintista, que no pudo cohesionarse. De esta manera a finales de año muchos sindicatos se plantearon volver a ingresar en CNT. En aquellos momentos dentro de la CNT se estaba produciendo un giro hacia la unidad sindical, dándose cuenta del aislamiento en el que habían quedado. De tal manera en las elecciones de febrero de 1936 no llevarán a cabo una campaña abstencionista, como era habitual, y en el Congreso de Zaragoza del mes de mayo uno de los puntos clave sería precisamente la unidad sindical con la UGT. 
Además se podría observar que la ruptura de 1932 se produce por el desplazamiento de ciertos militantes de los cargos de la Organización, por lo que serán fácilmente atacables desde el otro bando. Y aunque predominen en algunas comarcas catalanas y en Valencia, en realidad no lograrán arrastrar a la mayoría de la Confederación, que permanecerá fiel al sector anarquista revolucionario. 